# Winkelriedyzm

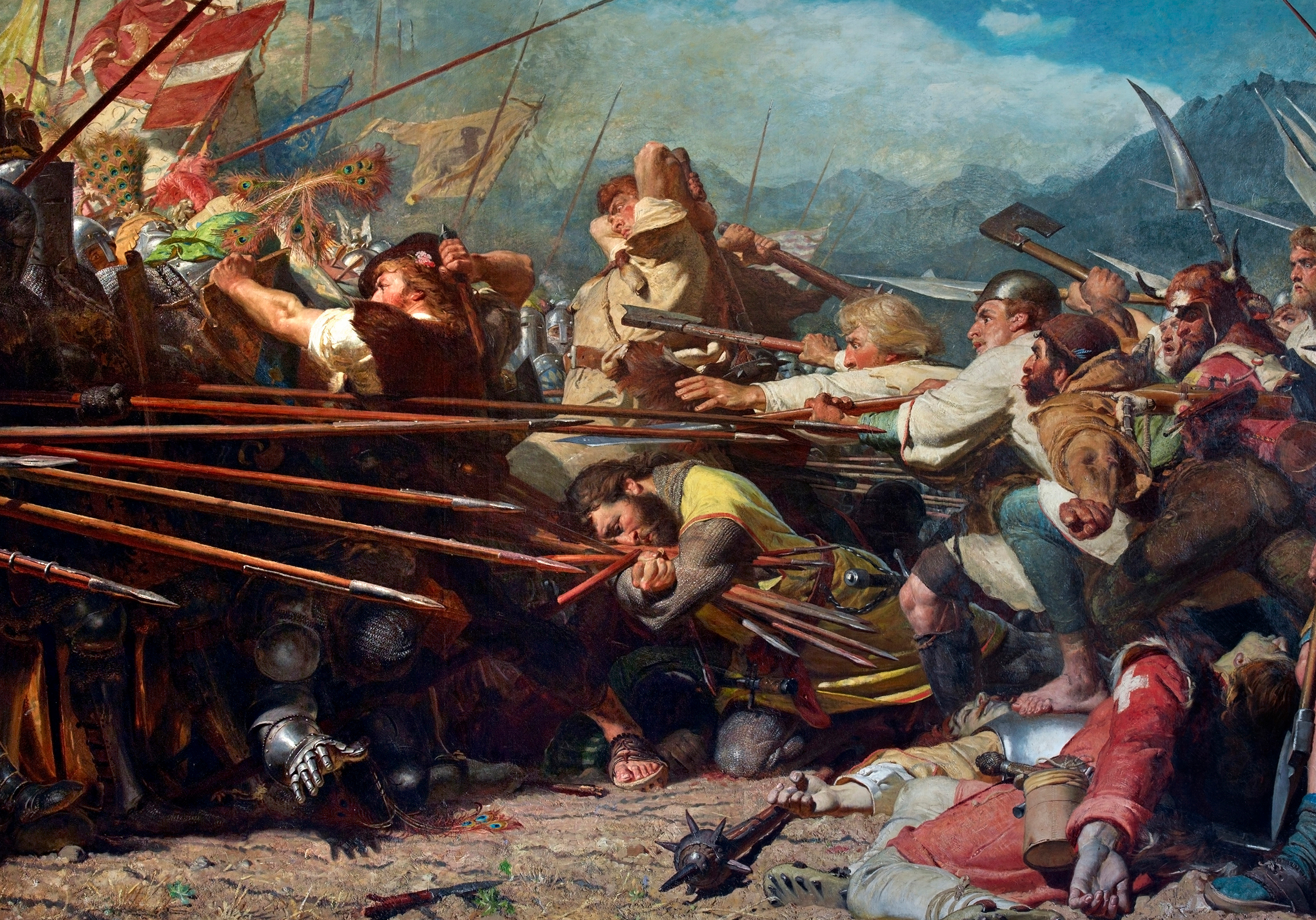
Śmierć Winkelrieda (mal. Konrad Grob)

Winkelriedyzm – romantyczny nurt ideowy, którego nazwę utworzono od nazwiska Arnolda Winkelrieda – legendarnego bohatera, który w bitwie pod Sempach (1386) poprowadził wojska szwajcarskie do boju przeciwko Austriakom i poświęcił w nim własne życie: kierując w swe piersi nieprzyjacielskie kopie, stworzył wyłom w szeregach wroga i przyczynił się do zwycięstwa. Bohaterskiemu czynowi miał towarzyszyć okrzyk: „Droga dla Wolności!”.
Akt ten zachowywany był w pamięci i utrwalany w późniejszych czasach w przekazach ustnych i legendach bądź pieśniach ludowych. W epoce romantyzmu legenda winkelriedowska zainspirowała wielu pisarzy i poetów. Dla Polski szczególne znaczenie miała inspiracja zawarta w Kordianie i hasło rzucone przez głównego bohatera na szczycie Mont Blanc: Polska Winkelriedem Narodów – będące odpowiedzią Juliusza Słowackiego na rodzimy mesjanizm.
Winkelriedyzm romantyczny kwestionował cierpienie oraz bierne męczeństwo mesjanizmu, podkreślając zarazem sens walki czynnej, aktywności. Idea ta pośrednio miała również tłumaczyć upadek powstania listopadowego. U Słowackiego koncepcja ta zakładała, że Polska jest Winkelriedem narodów Europy, natomiast Kordian, planując zabicie cara, pragnął być Winkelriedem Polaków i przyjąć na siebie cierpienie za miliony rodaków.